# 뱅잘루 유수프
뱅잘루 유수프(프랑스어: Benjaloud Youssouf, 1994년 2월 11일 ~ )는 리그 2 클럽 됭케르크에서 미드필더로 활약하는 코모로의 프로 축구 선수이다. 프랑스에서 태어난 그는 코모로 국가대표팀에서 뛰고 있다.

## 구단 경력
마르세유에서 태어난 유수프는 쿠프 감바르델라 준결승에 진출한 FC 낭트 U-19 팀의 일원이었다. 2013년 오를레앙에 입단하여 프로로 전향했다.
2017년 6월, 그는 오세르로 이적하여 3년 계약을 체결했다.
오세르 계약이 끝난 후, 2019-20년 시즌 내내 1군에 출전하지 못했던 유수프는 르망과 계약을 맺었다.
2021년 6월 23일, 그는 샤토루와 2년 계약을 체결했다.
2023년 7월 5일, 유수프는 1년 계약으로 됭케르크에 합류했으며, 옵션으로 2년차를 맞이했다.

## 국가대표팀 경력
유수프는 2015년 10월 7일, 2018년 FIFA 월드컵 예선 전의 일환으로 복귀한 레소토와의 0-0 경기에서 코모로와의 첫 선발 경기를 치렀다.
유수프는 2021년 아프리카 네이션스컵의 코모로 국가대표팀에 발탁되었다. 그는 팀의 네 경기에 모두 출전했다.